# Calynda quadrilobulata
Calynda quadrilobulata är en insektsart som beskrevs av Brunner von Wattenwyl 1907. Calynda quadrilobulata ingår i släktet Calynda och familjen Diapheromeridae. Inga underarter finns listade.